# یوهان کابای
یوهان کابای (فرانسوی: Yohan Cabaye‎؛ زادهٔ ۱۴ ژانویهٔ ۱۹۸۶) بازیکن فوتبال پیشین اهل فرانسه است.
وی سابقه ۴۸ بازی و ۴ گل ملی برای تیم ملی فوتبال فرانسه در کارنامه دارد، همچنین پست تخصصی او هافبک است.